# WTA-toernooi van Surrey
Het WTA-toernooi van Surrey was een tennistoernooi voor vrouwen dat van 1890 tot en met 1983 plaatsvond in het Engelse graafschap Surrey, overwegend in Surbiton. De officiële naam van het toernooi was Surrey Grass Court Championships.
Het toernooi werd gespeeld op grasbanen.
De eerste twee edities (1890 en 1892) werden georganiseerd in Richmond. De laatste editie (1983) werd in Cranleigh gespeeld. Alle overige edities ontrolden zich in Surbiton.

## Drievoudig (of vaker) winnaressen enkelspel
| speelster                 | aantal titels | in de jaren           |
| ------------------------- | ------------- | --------------------- |
| Elizabeth Ryan            | 6             | 1919, 1921–1925       |
| Charlotte Cooper[-Sterry] | 5             | 1900–1902, 1907, 1913 |
| Althea Gibson             | 3             | 1956–1958             |

## Enkel- en dubbelspeltitel in één jaar
| speelster        | in het jaar |
| ---------------- | ----------- |
| Judy Tegart      | 1968        |
| Ann Haydon-Jones | 1970        |
| Greer Stevens    | 1975        |

## Finales tot en met 1967

### Enkelspel
| jaar      | winnares                                     | verliezend finaliste                         | score                                        |
| --------- | -------------------------------------------- | -------------------------------------------- | -------------------------------------------- |
| 1890 (R)  | May Arbuthnot                                | Elizabeth Mocatta                            | 6-2, 6-2                                     |
| 1891      | geen toernooi                                | geen toernooi                                | geen toernooi                                |
| 1892 (R)  | May Arbuthnot                                | Ivy Arbuthnot                                | 6-3, 6-3                                     |
| 1893–1897 | geen toernooi                                | geen toernooi                                | geen toernooi                                |
| 1898      | Ellen Thynne                                 | Amy Wilson-Kirby                             | 6-2, 7-5 *                                   |
| 1899      | Ellen Thynne                                 | Edith Bromfield                              | 6-2, 2-6, 6-2 *                              |
| 1900a     | Charlotte Cooper                             | Ellen Thynne-Evered                          | 6-2, 6-2 *                                   |
| 1900b     | Edith Bromfield                              | Ellen Thynne-Evered                          | 5-7, 6-3, 7-5                                |
| 1901      | Charlotte Cooper-Sterry                      | Edith Bromfield                              | 6-1, 6-3                                     |
| 1902      | Charlotte Cooper-Sterry                      | Agnes Morton                                 | 6-3, 6-3                                     |
| 1903      | Toupie Lowther                               | Edith Bromfield                              | 3-6, 6-1, 6-3                                |
| 1904      | Connie Wilson                                | Ellen Stawell-Brown                          | 6-4, 7-5                                     |
| 1905      | Connie Wilson                                | Agnes Morton                                 | 6-2, 6-0                                     |
| 1906      | Toupie Lowther                               | Dora Boothby                                 | 5-7, 6-4, 8-6                                |
| 1907      | Charlotte Cooper-Sterry                      | Dorothea Douglass-Chambers                   | 6-4, 6-3                                     |
| 1908      | Alice Greene                                 | Charlotte Cooper-Sterry                      | 3-6, 6-2, 6-2                                |
| 1909      | Dora Boothby                                 | Edith Johnson                                | 6-0, 6-4                                     |
| 1910      | Dora Boothby                                 | Agnes Morton                                 | 6-3, 6-3                                     |
| 1911      | Helen Aitchison                              | Agnes Morton                                 | 6-3, 6-4                                     |
| 1912      | Ethel Thomson-Larcombe                       | Dora Boothby                                 | 7-5, 6-3                                     |
| 1913      | Charlotte Cooper-Sterry                      | Madeline Fisher-O'Neill                      | 8-6, 6-1                                     |
| 1914      | Dorothea Douglass-Chambers                   | Ethel Thomson-Larcombe                       | 6-3, 2-6, 6-4                                |
| 1915–1918 | geen toernooi, wegens de Eerste Wereldoorlog | geen toernooi, wegens de Eerste Wereldoorlog | geen toernooi, wegens de Eerste Wereldoorlog |
| 1919      | Elizabeth Ryan                               | Dorothea Douglass-Chambers                   | walk-over                                    |
| 1920      | Dorothea Douglass-Chambers                   | Elizabeth Ryan                               | 6-4, 6-2                                     |
| 1921      | Elizabeth Ryan                               | Dorothy Holman                               | 6-0, 6-0                                     |
| 1922      | Elizabeth Ryan                               | Irene Bowder-Peacock                         | 10-8, 6-2                                    |
| 1923      | Elizabeth Ryan                               | Eleanor Rose                                 | 3-6, 6-3, 6-2                                |
| 1924      | Elizabeth Ryan                               | Aurea Farrington-Edgington                   | 6-3, 6-4                                     |
| 1925      | Elizabeth Ryan                               | Kitty McKane                                 | 7-9, 6-1, 6-3                                |
| 1926      | Joan Fry                                     | Phoebe Holcroft-Watson                       | 3-6, 6-1, 6-2                                |
| 1927      | Bobbie Heine                                 | Irene Bowder-Peacock                         | 1-6, 6-3, 7-5                                |
| 1928      | Elsie Goldsack                               | Joan Ridley                                  | 6-4, 6-2                                     |
| 1929      | Betty Nuthall                                | Elizabeth Ryan                               | 7-5, 6-1                                     |
| 1930      | Jenny Sandison                               | Betty Nuthall                                | 3-6, 7-5, 6-4                                |
| 1931      | Dorothy Shaw-Jameson                         | Joan Austin-Lycett                           | deelden de prijzen                           |
| 1932      | Gwen Sterry                                  | Peggy Saunders-Michell                       | 7-5, 6-4                                     |
| 1933      | Peggy Saunders-Michell                       | Elsie Goldsack-Pittman                       | deelden de prijzen                           |
| 1934      | Elsie Goldsack-Pittman                       | Patricia Brazier                             | 6-3, 6-3                                     |
| 1935      | Joan Hartigan                                | Phyllis Mudford-King                         | 6-4, 6-3                                     |
| 1936      | Dorothy Round                                | Anita Lizana                                 | 6-2, 6-3                                     |
| 1937      | Freda James                                  | Alice Marble                                 | 6-4, 6-3                                     |
| 1938      | Helen Wills                                  | Margot Lumb                                  | 6-3, 6-4                                     |
| 1939      | Mary Hardwick                                | Margot Lumb                                  | 6-4, 6-4                                     |
| 1940–1945 | geen toernooi, wegens de Tweede Wereldoorlog | geen toernooi, wegens de Tweede Wereldoorlog | geen toernooi, wegens de Tweede Wereldoorlog |
| 1946      | Kay Stammers-Menzies                         | Gay Moorhouse-Chandler                       | 6-4, 6-3                                     |
| 1947      | Kay Stammers-Menzies                         | Joan Curry                                   | 2-6, 6-4, 6-4                                |
| 1948      | Joan Curry                                   | Jean Walker-Smith                            | deelden de titel                             |
| 1949      | Patricia Canning-Todd                        | Jean Walker-Smith                            | 6-3, 9-7                                     |
| 1950      | Jean Walker-Smith                            | Jean Quertier                                | 6-2, 7-5                                     |
| 1951      | Helen Fletcher                               | Joan Curry                                   | 6-3, 6-1                                     |
| 1952      | Maureen Connolly                             | Patricia Canning-Todd                        | 3-6, 6-3, 6-4                                |
| 1953      | Patricia Ward                                | Shirley Bloomer                              | 6-2, 6-3                                     |
| 1954      | Shirley Fry                                  | Doris Hart                                   | deelden de titel                             |
| 1955      | Rosemary Walsh                               | Daphne Seeney                                | 6-4, 7-5                                     |
| 1956      | Althea Gibson                                | Anne Shilcock                                | 6-3, 13-11                                   |
| 1957      | Althea Gibson                                | Thelma Coyne-Long                            | 8-6, 7-5                                     |
| 1958      | Althea Gibson                                | Mimi Arnold                                  | 6-1, 6-0                                     |
| 1959      | Sally Moore                                  | Ann Haydon                                   | 6-4, 6-2                                     |
| 1960      | Angela Mortimer                              | Christine Truman                             | 3-6, 6-4, 9-7                                |
| 1961      | Deidre Catt                                  | Edda Buding                                  | 5-7, 6-3, 7-5                                |
| 1962      | Angela Mortimer                              | Carole Caldwell                              | 6-4, 6-4                                     |
| 1963      | Deidre Catt                                  | Darlene Hard                                 | 1-6, 9-7, 8-6                                |
| 1964      | Ann Haydon-Jones                             | Carole Caldwell                              | 6-3, 6-1                                     |
| 1965      | Christine Truman                             | Rita Bentley                                 | 7-5, 6-1                                     |
| 1966      | Winnie Shaw                                  | Mary-Ann Eisel                               | 6-4, 4-6, 6-3                                |
| 1967      | Lynn Abbes                                   | Robin Blakelock-Lloyd                        | 6-4, 6-3                                     |

* De edities 1898, 1899 en 1900a waren uitsluitend opengesteld voor leden van het lokale county team.
(R) = Richmond
a Gesloten county-toernooi
b Open toernooi

## Finales vanaf 1968
Dit is het zogeheten open tijdperk.

### Enkelspel
| Datum      | Naam                                    | ($)           | Ondergrond    | Winnares                | Verliezend finaliste   | Uitslag       |
| ---------- | --------------------------------------- | ------------- | ------------- | ----------------------- | ---------------------- | ------------- |
| 1968-05-27 | Surrey Grass Court Championships        |               | gras, buiten  | Judy Tegart             | Christine Truman-Janes | 10-8, 6-4     |
| 1969-05-26 | Surrey Grass Court Championships        |               | gras, buiten  | Mary-Ann Eisel-Curtis   | Judy Tegart            | 4-6, 6-4, 8-6 |
| 1970-05-25 | Rothmans Surrey GC Championships        |               | gras, buiten  | Ann Haydon-Jones        | Patti Hogan            | 2-6, 6-3, 6-4 |
| 1971-05-24 | Rothmans Surrey GC Championships        |               | gras, buiten  | Judy Tegart-Dalton      | Joyce Barclay-Williams | 9-8, 6-2      |
| 1972-05-29 | Rothmans Surrey GC Championships        |               | gras, buiten  | Joyce Barclay-Williams  | Patti Hogan            | 6-4, 6-3      |
| 1973-05-28 | Rothmans Surrey GC Championships        |               | gras, buiten  | Wendy Turnbull          | Ann Kiyomura           | 6-2, 6-0      |
| 1974-05-27 | Rothmans Surrey GC Championships        |               | gras, buiten  | Sue Barker              | Sue Mappin             | 6-2, 7-5      |
| 1975-05-26 | Rothmans Surrey GC Championships        |               | gras, buiten  | Greer Stevens           | Patti Hogan            | 6-1, 6-4      |
| 1976       | geen toernooi                           | geen toernooi | geen toernooi | geen toernooi           | geen toernooi          | geen toernooi |
| 1977-05-23 | Surrey Grass Court Championships        |               | gras, buiten  | Winnie Shaw-Wooldridge  | Gwynn Sammel           | 6-3, 7-6      |
| 1978-05-29 | Ely's Surrey Grass Courts Championships |               | gras, buiten  | Evonne Goolagong-Cawley | Winnie Shaw-Wooldridge | 6-1, 6-1      |
| 1979-06-18 | Surrey Grass Court Championships        |               | gras, buiten  | Cynthia Sieler-Doerner  | Kym Ruddell            | 6-1, 6-2      |
| 1980       | geen toernooi                           | geen toernooi | geen toernooi | geen toernooi           | geen toernooi          | geen toernooi |
| 1981-06-08 | Surrey Grass Court Championships        | 50.000        | gras, buiten  | Betsy Nagelsen          | Barbara Hallquist      | 6-0, 6-4      |
| 1982       | geen toernooi                           | geen toernooi | geen toernooi | geen toernooi           | geen toernooi          | geen toernooi |
| 1983-08-08 | Surrey Championships (C)                |               | gras, buiten  | Jane Langstaff          | Caroline Gaskin        | 6-4, 6-1      |

 (C) = Cranleigh

### Dubbelspel
| Datum      | Naam                                    | ($)                             | Ondergrond                      | Winnaressen                             | Verliezend finalistes              | Uitslag                         |
| ---------- | --------------------------------------- | ------------------------------- | ------------------------------- | --------------------------------------- | ---------------------------------- | ------------------------------- |
| 1968-05-27 | Surrey Grass Court Championships        |                                 | gras, buiten                    | Robin Blakelock-Lloyd Judy Tegart       | Winnie Shaw Joyce Barclay-Williams | 10-8, 6-3                       |
| 1969-05-26 | Surrey Grass Court Championships        |                                 | gras, buiten                    | Judy Tegart Winnie Shaw                 | Betty Stöve Joyce Barclay-Williams | 6-4, 7-5                        |
| 1970-05-25 | Rothmans Surrey GC Championships        |                                 | gras, buiten                    | Ann Haydon-Jones Joyce Barclay-Williams | Kerry Melville Corinne Molesworth  | 3-6, 6-3, 6-2                   |
| 1971       | geen dubbelspelresultaat bekend         | geen dubbelspelresultaat bekend | geen dubbelspelresultaat bekend | geen dubbelspelresultaat bekend         | geen dubbelspelresultaat bekend    | geen dubbelspelresultaat bekend |
| 1972-05-29 | Rothmans Surrey GC Championships        |                                 | gras, buiten                    | Lesley Charles Jackie Fayter            | Patricia Coleman Wendy Turnbull    | 6-4, 7-7 z                      |
| 1973-05-28 | Rothmans Surrey GC Championships        |                                 | gras, buiten                    | Delina Boshoff Ilana Kloss              | Ann Kiyomura Peggy Michel          | 7-5, 6-2                        |
| 1974-05-27 | Rothmans Surrey GC Championships        |                                 | gras, buiten                    | Lesley Charles Sue Mappin               | Sue Barker Kate Latham             | 6-1, 6-0                        |
| 1975-05-26 | Rothmans Surrey GC Championships        |                                 | gras, buiten                    | Patti Hogan Greer Stevens               | Lindsay Blachford Judy Dalton      | 7-9, 6-1, 9-7                   |
| 1976       | geen toernooi                           | geen toernooi                   | geen toernooi                   | geen toernooi                           | geen toernooi                      | geen toernooi                   |
| 1977-05-23 | Surrey Grass Court Championships        |                                 | gras, buiten                    | Nerida Gregory Kaye Hallam              | Sue Saliba Mary Sawyer             | 1-6, 6-4, 7-5                   |
| 1978-05-29 | Ely's Surrey Grass Courts Championships |                                 | gras, buiten                    | Lesley Charles Winnie Shaw-Wooldridge   | Clare Harrison Deborah Jevans      | 6-2, 6-4                        |
| 1979-06-18 | Surrey Grass Court Championships        |                                 | gras, buiten                    | Amanda Tobin Nancy Weigel               | Judy Chaloner Sue Saliba           | 7-6, 7-5                        |
| 1980       | geen toernooi                           | geen toernooi                   | geen toernooi                   | geen toernooi                           | geen toernooi                      | geen toernooi                   |
| 1981-06-08 | Surrey Grass Court Championships        | 50.000                          | gras, buiten                    | Sue Barker Ann Kiyomura                 | Billie Jean King Ilana Kloss       | 6-1, 6-7, 6-1                   |

z finale niet afgemaakt, wegens regen

## Trivia
In de periode 1997–2008 en in 2015 werd in Surbiton een ITF-toernooi georganiseerd.